# Imbangala
Els imbangala o mbangala eren grups de guerrers i bandits d'Angola del segle xvii que van fundar el regne de Kasanje.

## Orígens dels imbangala
Els imbangala eren un poble possiblement de l'Àfrica Central, que van aparèixer a l'escena d'Angola a principis del segle xvii. Els seus orígens encara es debaten. Hi ha un acord general que no eren els mateixos jagas que van atacar el regne del Congo durant el regnat d'Álvaro I.
A la dècada de 1960 es va determinar que les tradicions orals de l'Imperi Lunda suggerien que ambdós grups de rodamons jaga es van originar en l'Imperi Lunda i havien fugit durant el segle xvii. Una altra teoria és que els Imbangala eren un poble local del sud d'Angola provinents de l'altiplà de Bié o de les regions costaneres de les terres altes.
El primer testimoni dels imbangala, escrit per un navegant anglès anomenat Andrew Battell, que va viure amb ells durant 16 mesos al voltant de 1600-1601, els col·loca fermament a les regions costaneres i altiplans de la moderna Angola, just al sud del riu Cuanza. Els seus líders van dir a Battell que venien d'un lloc anomenat "Elembe" i que havien originat d'una "pàgina" en el seu exèrcit. La història de Battell va ser publicada per Samuel Purchas parcialment en 1614 i completament en 1625.

## Iniciació i costums imbangala
Els imbangala eren una societat plenament militarista basada exclusivament en ritus d'iniciació, en oposició als ritus habituals de la majoria de grups ètnics africans. Per mantenir el parentiu i substituir-lo per la iniciació, tots els nens nascuts dins d'un "kilombo" eren assassinats. Es va permetre a les dones abandonar el kilombo per tenir fills, però quan tornaven, el fill no es considerava imbangala fins que era iniciat. En un programa gairebé similar a Esparta, els nens eren entrenats diàriament en combat individual i grupal.
Durant l'entrenament portaven un collar que no podia treure's, fins i tot després de l'inici, fins q p. 57ue havien matat un home en batalla. A part dels rituals de l'infanticidi, els imbangala es cobrien amb ungüent anomenat maji a samba que es creia que confiava la invulnerabilitat sempre que el soldat seguíssin un estricte codi yijila. El yijila requeria l'infanticidi, canibalisme humà i una absoluta absència de covardia.

## Armes i tàctiques Imbangala
Els lluitadors imbangala es coneixien com a nugnza (singular: gonzo) i es dividien en dotze esquadrons, cadascun liderat per un capità anomenat musungo. Aquests dotze esquadrons formaven part d'un kilombo, una ciutat fortificada temporalment envoltada d'una palissada de fusta. Cada kilombo tenia dotze portes per als dotze esquadrons que formaven la força de combat total. L'exèrcit imbangala prenia el camp obert o qualsevol camp de batalla allunyat de les seves fortificacions en una formació de tres pues similar a la famosa formació de toros i banyes dels zulus. Els imbangala atacaven amb una banya dreta (mutanda), una banya esquerra (muya) i l'avantguarda (muta ita) al centre. A diferència del zulud, els imbangala lluitaven amb les mateixes armes que els seus enemics inclosos arcs, ganivets i espases. La seva principal arma era la destral.

## Imbangala i els portuguesos
Els portuguesos es van interessar pels imbangala pels temps que Battell va viure amb ells. Battell va anar al seu país en companyia de mercaders portuguesos que venien de comprar captius de guerra per vendre'ls com a esclaus. Al moment del seu contacte, els imbangala actuaven com a mercenaris i el seu interès principal semblava ser el saqueig del país, especialment per obtenir grans quantitats de vi de palma, que produïen mitjançant un mètode inútil de tallar l'arbre i tocant el seu fermentat contingut al cap d'uns mesos.
Els imbangala no permetien a les dones que donessin a llum, presumptament exposant tots els nens nascuts en el seu kilombo (del portuguès "quilombo") o campament armat. En lloc d'això, van refer els seus números capturant adolescents i obligant-los a servir en el seu exèrcit.
En mètodes que recorden el reclutament modern de nens soldat, els joves captius sovint es van veure obligats a matar i menjar gent, consumien alcohol considerablement i no podien ser admesos fins que no haguessin matat un enemic en combat. El canibalisme, el sacrifici humà ritual i la tortura es mostraven en allò que els observadors del segle xvii van anomenar les "lleis de quixilla" (de kimbundu, kixila, o prohibició) per les quals es deia que vivien els imbangala.
La seva capacitat militar i crueltat va fer que els cridessin els colons portuguesos d'Angola que havien estat combatuts en la seva guerra contra el regne de Ndongo durant el primer període de govern colonial (1575-1599). Malgrat professar disguts pels seus costums, els governants portuguesos de Luanda van contractar algunes vegades els imbangala per les seves campanyes, començant per Bento Banha Cardoso el 1615, però notablement després de l'assalt de 1618 a Ndongo per Luis Mendes de Vasconcellos.
Mendes de Vasconcellos va operar amb tres bandes d'imbangala però aviat va trobar que no eren prou disciplinats per servir als portuguesos. La banda de Kasanje, en particular, va alliberar-se del control portuguès i va començar una llarga campanya de saquejos que finalment els va establir a la regió de Baixa de Cassange a l'Angola moderna al llarg del riu Cuango. Aquesta banda es convertiria en l'ètnia angolesa moderna que s'autoanomena imbangala (i va cessar els costums militants dels seus predecessors a finals del segle XVII).
Una altra banda, Kaza, es va unir a Ndongo i es va oposar al portuguesos, tot i que eventualment van trair a la reina Njinga Mbande en 1629, frustrant així l'intent de la reina de preservar la independència de Ndongo des d'una base d'illes al riu Cuanza. Després de l'intent efímer de Njinga d'unir-se amb Kasanje en 1629-30, va anar a Matamba i allí va formar la seva (o es va unir amb una altra) banda imbangala liderada per un home conegut només com a "Njinga Mona" (fill de Njinga). Encara que es va informar que era una imbangala (suposadament prenent un ritu d'iniciació que implicava colpejar un nen en un morter de gra), Njinga probablement mai es va convertir en un d'ells.

## Darrer destí
Altres bandes es van integrar a l'exèrcit portuguès servint de soldats auxiliars, sota els seus comandants i cantonats al territori portuguès. A partir del segle xvii, aquestes i altres bandes van ser aniquilades per un o altre dels estats polítics com el format per Njinga a Matamba. Un grup deshonrat d'imbangala va arrelar i va formar el regne de Kasanje.
Al sud del Kwanza, a la pàtria original dels imbangala, van continuar funcionant com abans durant almenys mig segle i, fins i tot, van formar associacions amb entitats polítiques existents com Bihe (Viye), Huambo (Wambu) o Bailundu (Mbailundu). En tots aquests àmbits, els seus costums tendien a moderar-se al segle xviii, el canibalisme estava restringit al ritual i de vegades només a ocasions simbòliques (per exemple, al segle xix, els grups imbangala a les terres altes centrals encara practicaven un ritual conegut com "menjar-se al vell ").